# Neuvic (Dordogna)
Neuvic è un comune francese di 3 740 abitanti situato nel dipartimento della Dordogna nella regione della Nuova Aquitania.

## Società

### Evoluzione demografica
Abitanti censiti